# مکس هوبن
مکس هوبن (انگلیسی: Max Houben؛ ۵ مه ۱۸۹۸ – ۱۰ فوریه ۱۹۴۹ (aged 50)) ورزشکار بابسلد اهل بلژیک بود.
وی در مسابقات کشوری و بین‌المللی در مجموع برندهٔ ۲ مدال نقره، ۱ مدال برنز شده‌است.